# كريستين لاتي
كريستين آن لاتي (بالإنجليزية: Christine Lahti)‏ (مواليد 4 أبريل 1950) ممثلة أمريكية، من أصول نصف فنلندية ونصف نمساوية مجرية, رشحت لنيل جائزة الأوسكار لأفضل ممثلة مساعدة عن دورها في فيلم سوينغ شيفت عام 1984 , كما اشتهرت في أدوار سينمائية أخرى في .. والعدالة للجميع (1979) بطولة آل باتشينو .

## روابط خارجية
- كريستين لاتي على موقع IMDb (الإنجليزية)
- كريستين لاتي على موقع ألو سيني (الفرنسية)
- كريستين لاتي على موقع أول موفي (الإنجليزية)
- كريستين لاتي على موقع قاعدة بيانات برودواي على الإنترنت (الإنجليزية)
- كريستين لاتي على موقع قاعدة بيانات الأفلام السويدية (السويدية)
- كريستين لاتي على موقع إن إن دي بي (الإنجليزية)
- كريستين لاتي على موقع قاعدة بيانات الفيلم (الإنجليزية)
- كريستين لاتي على موقع كينوبويسك (الروسية)
- سيرة كريستين لاتي في فين فيلم انترتيمنت